# Ерік Петтерссон (велогонщик)
Ерік Петтерссон (швед. Erik Pettersson, 4 квітня 1944) — шведський велогонщик.
Срібний призер Олімпійських Ігор 1968 року в роздільній командній гонці, бронзовий призер 1964 року в роздільній командній гонці.
Чемпіон світу з велоперегонів на шосе 1967 (роздільна командна гонка), 1968 (роздільна командна гонка), 1969 (роздільна командна гонка) років.